# 非结合代数
非结合代数:Chapter 1（或分配代数，distributive algebra）是域上的代数，其中乘法不必遵循结合律。即，有代数结构A、域K，若A是K上配备K-双线性乘法{\displaystyle A\times A\to A}（不必符合结合律）的向量空间，则称其为K上的非结合代数。例如李代数、约尔丹代数、八元数、具备叉积的3维欧氏空间。由于乘法不必结合，须用括号表示乘法的顺序，比如(ab)(cd)、(a(bc))d、a(b(cd))的含义是不一样的。
这里的“非结合”是说不必结合，而非必不结合，就像非交换环的“非交换”是说“不必交换”。
若代数有单位元e，使得{\displaystyle \forall x,\ ex=x=xe}，则称代数是含幺的或酉的。例如，八元数是含幺的，而李代数绝不含幺。
A的非结合代数结构可与A的K-自同态的全代数的子代数（是结合代数）相关联，作为K-向量空间研究。两个例子是微分代数与（结合）包络代数，后者有“包含A的最小结合代数”的意味。
更一般地，有人提出交换环R上非结合代数的概念：具备R-双线性乘法的R-模。:1若一结构服从除结合律外所有环的公理（如R代数），则就自然是{\displaystyle \mathbb {Z} }-代数，所以有人称非结合{\displaystyle \mathbb {Z} }-代数为非结合环。

## 满足恒等式的代数
具有两种二元运算、无其他限制的类环结构分很多种类，难以一同研究。所以，最为人所知的非结合代数要满足一些恒等式（即性质），这样稍微简化了乘法。一般来说有如下这些。

### 一般性质
令x, y, z表示域K上代数A的任意元素。
正整数次幂可以递归地定义为{\displaystyle x^{1}:=x;\ x^{n+1}:=x^{n}x}:553（右幂）或{\displaystyle x^{n+1}:=xx^{n}}:30:128（左幂）。
- 含幺：存在元素e使得{\displaystyle ex=x=xe}；这时可以定义{\displaystyle x^{0}:=e.}
- 结合性：{\displaystyle (xy)z=x(yz).}
- 交换性：{\displaystyle xy=yx.}
- 反交换性：[1]:3{\displaystyle xy=-yx.}
- 雅可比恒等式：[1]:3[3]:12{\displaystyle (xy)z+(yz)x+(zx)y=0;\ x(yx)+y(zx)+z(xy)=0.}
- 约尔丹恒等式：[1]:91[3]:13{\displaystyle (x^{2}y)x=x^{2}(yx);\ (xy)x^{2}=x(yx^{2}).}
- 交替性：[1]:5[3]:18[4]:153{\displaystyle (xx)y=x(xy)}（左交替）；{\displaystyle (yx)x=y(xx)}（右交替）。
- 柔性：[1]:28[3]:16{\displaystyle (xy)x=x(yx)}。
- n次幂结合性（n ≥ 2）：{\displaystyle \forall k,\ (0<k<n),\ x^{n-k}x^{k}=x^{n}}，其中k是整数。
  - 三次幂结合性：{\displaystyle x^{2}x=xx^{2}.}
  - 四次幂结合性：{\displaystyle x^{3}x=x^{2}x^{2}=xx^{3}}（比较下面的“四次幂交换性”）。
- 幂结合性：[1]:30[1]:128[3]:17[5]:451[2]:553任意元素生成的子代数结合，即对n ≥ 2，有n次幂结合。
- n次幂交换性，其中n ≥ 2：{\displaystyle \forall k\ (0<k<n),\ x^{n-k}x^{k}=x^{k}x^{n-k}}，其中k是整数。
  - 三次幂交换性：{\displaystyle x^{2}x=xx^{2}}。
  - 四次幂交换性：{\displaystyle x^{3}x=xx^{3}}（比较上面的“四次幂结合性”'）。
- 幂交换性：任意元素生成的子代数交换，即n次幂交换（n ≥ 2）。
- 索引n ≥ 2的幂零：任意n个元素之积，在任意结合次序下为零，但n−1个元素时不总成立：{\displaystyle x_{1}x_{2}\ldots x_{n}=0,\ \exists n-1}个元素y使得在某结合次序下{\displaystyle y_{1}y_{2}\ldots y_{n-1}\neq 0.}
- 索引n ≥ 2的零：幂结合性、{\displaystyle x^{n}=0}，存在元素y使得{\displaystyle y^{n-1}\neq 0.}

### 性质之间的关系
对特征任意的K：
- 结合性推出交替性。
- 左交替、右交替、柔性知二推三。
  - 因此交替性推出柔性。
- 交替性推出约尔丹恒等式。[6]:91[a]
- 交换性导出柔性。
- 反交换性导出柔性。
- 交替性导出幂结合性。[a]
- 柔性导出三次幂结合性。
- 二次幂结合和二次幂交换为真。
- 三次幂结合和三次幂交换等价。
- n次幂结合推出n次幂交换。
- 索引2的零推出反交换性。
- 索引2的零推出约尔丹恒等式。
- 索引3的幂零推出雅可比恒等式。
- 索引n的幂零推出索引N的零，其中2 ≤ N ≤ n。
- 含幺与索引n的零不相容。

若{\displaystyle K\neq {\rm {GF}}(2)}或{\displaystyle {\rm {dim}}(A)\leq 3:}
- 约尔丹恒等式与交换性共同推出幂结合性。[7]:36[1]:92[8]:710

若{\displaystyle {\rm {char}}(K)\neq 2:}
- 右交替性推出幂结合性。[9]:319[10]:179[11]:343[1]:148
  - 相似地，左交替性推出幂结合性。
- 含幺与约尔丹恒等式共同推出柔性。[12]:18
- 约尔丹恒等式与柔性共同推出幂结合性。[12]:18–19,fact 6
- 交换性与反交换性共同推出索引2的幂零。
- 反交换性推出索引2的零。
- 含幺与反交换不相容。

若{\displaystyle {\rm {char}}(K)\neq 3}：
- 含幺和雅克比恒等式不相容。

若{\displaystyle {\rm {char}}(K)\notin \{2,3,5\}:}
- 交换性与{\displaystyle x^{4}=x^{2}x^{2}}（定义四次幂结合性的两等式之一）共同推出幂结合性。[2]:554,lemma 4

若{\displaystyle {\rm {char}}(K)=0:}
- 三次幂结合性与{\displaystyle x^{4}=x^{2}x^{2}}（定义四次幂结合性的两等式之一）共同推出幂结合性。[2]:554,lemma 3

若{\displaystyle {\rm {char}}(K)=2:}
- 交换性与反交换性等价。

### 结合子
A上的结合子是K-线性映射{\displaystyle [\cdot ,\cdot ,\cdot ]:A\times A\times A\to A}：
{\displaystyle [x,\ y,\ z]=(xy)z-x(yx)}
它度量了A非结合的程度，可以很方便地表示一些A满足的式子。
令x, y, z表示域代数的任意元素。
- 结合律：{\displaystyle [x,\ y,\ z]=0.}
- 交替性：{\displaystyle [x,\ x,\ y]=0}（左交替）及{\displaystyle [y,\ x,\ x]=0}（右交替）。
  - 这意味着交换任意两项都会变号：{\displaystyle [x,\ y,\ z]=-[x,\ z,\ y]=-[z,\ y,\ x]=-[y,\ x,\ z].}反例仅当{\displaystyle {\rm {char}}(K)\neq 2.}
- 柔性：{\displaystyle [x,\ y,\ x]=0.}
  - 可知，交换极值项将变号：{\displaystyle [x,\ y,\ z]=-[z,\ y,\ x].}反例仅当{\displaystyle {\rm {char}}(K)\neq 2.}
- 约尔丹恒等式：[1]:14{\displaystyle [x^{2},\ y,\ x]=0}或{\displaystyle [x,\ y,\ x^{2}]=0}，取决于学者。
- 三次幂结合性：{\displaystyle [x,\ x,\ x]=0.}

核是与其他元素结合的元素的集合，:56即{\displaystyle n\in A}，使得
{\displaystyle [n,\ A,\ A]=[A,\ n,\ A]=[A,\ A,\ n]=0.}
核是A的结合子环。

### 中心
A的中心是与A中所有元素都交换、结合的元素的集合，即
{\displaystyle C(A)=\{n\in A\ |\ nr=rn\,\forall r\in A\,\}}
与核之交。对C(A)中的元素，{\displaystyle ([n,A,A],[A,n,A],[A,A,n])}中两个集合若是{\displaystyle \{0\}}，则第三个集合也是零集。

## 例子
- 欧几里得空间{\displaystyle \mathbb {R} ^{3}}，乘法由叉积给出。这是反交换、非结合代数的例子。叉积还满足雅可比恒等式。
- 李代数是满足反交换与雅可比恒等式的代数。
- 微分流形上的向量场代数（若K是R或C）或代数簇（对一般的K）；
- 约尔丹代数是满足交换律与约尔丹恒等式的代数。[3]:13
- 结合代数都可通过以交换子为李括号，给出李代数。实际上，李代数要么可以这样构造，要么是这样构造的李代数的子代数。
- 定义新的乘法{\displaystyle x^{*}y=(xy+yx)/2}，则特征不是2的域上的结合代数给出约尔丹代数。与李代数不同，只有一部分约尔丹代数能这样构造，称作特殊约尔丹代数。
- 交替代数是满足交替性的代数。最重要的例子是八元数（实数上的代数），以及八元数在其他域上的推广。结合代数都交替。在同构意义上，仅有的有限维实交替除代数（下详）是实数、复数、四元数和八元数。
- 幂结合代数，是满足幂结合恒等式的代数。例如所有结合代数、所有交替代数、GF(2)以外任意域上的约尔丹代数（上详）与十六元数。
- R上的双曲四元数代数，是为解释狭义相对论而引入闵可夫斯基时空前的实验性代数。

更多种类代数：
- 分次代数，包括大部分对多重线性代数具有重大意义的代数，如张量代数、对称代数、给定向量空间上的外代数等等。分次代数可推广到滤子代数。
- 除代数，其中存在乘法逆元。实数域上有限维交替除代数的分类已完成。有实数（1维）、复数（2维）、四元数（4维）、八元数（8维）。四元数和八元数不交换；八元数不结合。
- 二次代数要求{\displaystyle xx=re+sx}，其中r、s属于底域（ground field），e是代数的单位。例子如有限维交替代数、实2阶方阵代数。在同构的意义上，没有零的除子的交替、二次实代数只有实数、复数、四元数和八元数。
- 凯莱–迪克森代数（其中K是R），始于：
  - C（交换结合代数）；
  - 四元数H（结合代数）；
  - 八元数（交替代数）；
  - 十六元数及凯莱-迪克森代数的无限序列（幂结合代数）。
- 超复数代数都是有限维含幺R-代数，于是包含凯莱-迪克森代数等等。
- 泊松代数见于几何量子化。其中有2个乘法，以不同方式将其变为结合代数与李代数。
- 遗传代数是非结合代数，在数学遗传中使用。
- 三元系

## 性质
环论与结合代数中的性质，对非结合代数来说不总成立，例如有（双边）乘法逆元的元素也可能是零除子：十六元数所有非零元都有双边逆，而其中有些是零除子。

## 自由非结合代数
域K上集合X上的自由非结合代数定义为基包含所有非结合单项式的代数，X的元素的有限形式积写出圆括号，例如单项式u、v之积只是{\displaystyle (u)(v).}若取空积为单项式，则代数含幺。:321
Kurosh证明，自由非结合代数的子代数都是自由的。:237–262

## 结合代数
域K上的代数A若是K-向量空间，可考虑A的K-线性向量空间内自同态的结合代数{\displaystyle {\rm {End_{K}(A)}}}。可将{\displaystyle {\rm {End_{K}(A)}}}的两子代数关联到A上的代数结构：微分代数与（结合）包络代数。

### 微分代数
A上的导子是映射D，具有性质
{\displaystyle D(x\cdot y)=D(x)\cdot y+x\cdot D(y)\ .}
A上的导子形成了子空间{\displaystyle {\rm {Der}}_{K}(A)\in {\rm {End_{K}(A)}}}。两导子的交换子仍是导子，所以李括号给出{\displaystyle {\rm {Der}}_{K}(A)}，具有李代数结构。:4

### 包络代数
代数A的元素a都附有线性映射L、R：:24
{\displaystyle L(a):x\mapsto ax;\ \ R(a):x\mapsto xa\ .}
A的结合包络代数或乘法代数是由左右线性映射生成的结合代数。:14:113A的中心体（centoid）是自同态代数{\displaystyle {\rm {End}}_{K}(A)}中的包络代数的中心化子。若代数的中心体包含单位元的K-标量乘，则称代数是中心的。:451
非结合代数满足的部分可能等式可用线性映射方便地表示：:57
- 交换性：L(a)等于相应的R(a)；
- 结合性：L与任意R交换；
- 柔性：L(a)都与相应的R(a)交换；
- 约尔丹：L(a)与{\displaystyle R(a^{2})}交换；
- 交替：{\displaystyle L(a)^{2}=L(a^{2})}，右式亦如此。

二次表示Q定义为:57
{\displaystyle Q(a):x\mapsto 2a\cdot (a\cdot x)-(a\cdot a)\cdot x\ },
等价地
{\displaystyle Q(a)=2L^{2}(a)-L(a^{2})\ .}
泛包络代数条目描述了包络代数的规范构造，及它们的PBW型定理。对于李代数，这样的包络代数具有泛性质，但对其他非结合代数通常不成立。最知名的例子可能是阿尔伯特代数，是一种特殊的约尔丹代数，不能用约尔丹代数的包络代数的规范结构来包络。

## 脚注
1. 1 2 3 4 5 6 7 8 9 10 11 12 13 14 15 16  Schafer 1995.
2. 1 2 3 4  Albert 1948a.
3. 1 2 3 4 5 6 7  Okubo 2005.
4. 1 2 3  McCrimmon 2004.
5. 1 2  Knus et al. 1998.
6. ↑  Rosenfeld 1997.
7. ↑  Jacobson 1968.
8. ↑  Kokoris 1955.
9. ↑  Albert 1948b.
10. ↑  Mikheev 1976.
11. ↑  Zhevlakov et al. 1982.
12. 1 2  Bremner, Murakami & Shestakov 2013.
13. ↑  Rowen 2008.
14. ↑  Kurosh 1947.
15. ↑  Albert 2003.
16. ↑  Koecher 1999.